# G44-es gyorsított személyvonat
A G44-es gyorsított személyvonat egy budapesti elővárosi vonat Budapest-Déli és Székesfehérvár között. 1 Tárnokról indulva Budapest-Déli pályaudvarra érkezik, illetve munkanapokon 1 Budapest-Kelenföldre. Egyik naponta Déli pályaudvarra, a másik munkanapokon csak Budapest-Kelenföldig. Vonatszámuk 47-tal kezdődik.

## Története
Tárnokról a korábbi években is indult az esti órákban egy személyvonat Budapestre, először viszonylatjelzések nélkül, majd 2013-tól egy Z30-as zónázó személyvonat indult 20:47-kor Martonvásárról, Tárnok, Érd alsó és Kelenföld érintésével a Déli pályaudvarra. S36-os személyvonatok is ekkor kezdtek járni Tárnok és Kőbánya-Kispest között (egy rövid ideig S30-as jelzéssel még a Déli pályaudvarig).
A 2015. december 13-án bevezetett menetrendben egy Székesfehérvár felől közlekedő G43-as gyorsított személyvonat vette át a szerepét, mely Tárnoktól már a 40a vasútvonalon haladt Kelenföld érintésével Kőbánya-Kispestig. Tárnoktól csak Érd felső, Barosstelep, Budatétény, Budafok és Kelenföld állomásokon állt meg.
A menetrendet 2016. április 4-én módosították, ekkor a G43-as helyett egy új gyorsított személyvonatot indítottak 21:50-kor Tárnokról, megállási rendje nem változott, de már a Déli pályaudvarra érkezett. Viszonylatjelzése ekkor még nem volt.
2016. június 18-ától életbe lépett a nyári menetrend, ami szerint ez a gyorsított személyvonat megkapta a G44-es jelzést. Megállási rendje nem változott.
A Budapest–Pusztaszabolcs-vasútvonal 2018–2019-es felújítása alatt ideiglenesen nem közlekedett, ekkor a terelt útvonalon járó G43-as gyorsított személyvonat pótolta.
2020. április 5-étől a vonat Érdligeten is megáll.
2024. április 15-étől új G44-es közlekedik munkanapokon Tárnokról Budapest-Kelenföldre (vonatszám: 4717).  Június 22-től a Budapest-Déliből Érd felsőn át Székesfehérvárra közlekedő összes személyvonat,illetve a napi 1 Székesfehérvárról Érd felsőn át Budapest-Déli pályaudvarig közlekedő S30-as vonat továbbiakban G44-es jelzéssel közlekednek. .

## Útvonala
| 0  | Tárnok induló végállomás        | |
| 5  | Érd felső                       | 710, 712, 722, 734, 735, 736, 741, 742, 744, 746 1120 S40                                                                     |
| 7  | Érdliget                        | S40 |
| 11 | Barosstelep                     | 13, 13A S40 |
| 14 | Budatétény                      | 13, 13A, 138, 150, 287 S40 |
| 18 | Budafok                         | 47 33, 58, 114, 133E, 141, 213, 250, 250B S30 , S40                                                                           |
| 32 | Budapest-Kelenföld              | 1, 19, 49 8E, 40, 53, 58, 87, 88A, 101E, 141, 150, 154, 172, 187, 188, 250, 250B 689, 710, 722, 724, 735, 760 S10 , S30 , S40 |
| 39 | Budapest-Déli érkező végállomás | 17, 56A, 59A, 61 21, 21A, 39, 102, 139, 221 S10 , S30 , S40                                                                   |